# Азербејџан на Зимским олимпијским играма 2014.
Азербејџану  је ово било пето узастопно учествовање на Зимским олимпијским играма. Азербејџанску делегацију, на Зимским олимпијским играма 2014. у Сочију одржаним од 7. до 23. фебруара представљало је четворо такмичара (2 мушкарца и 2 жене) који су се такмичили у два спорта. Иако су сви спортисти који су предтављали Азербејџан рођени су у иностранству, шеф делегације Азербејџана у Сочију је рекао. „Ако се Азербејџан помене најмање три пута током церемоније отварања, то че бити велика ствар за нас. Шта још треба осим публицитета? радимо за ово”
На Зимским олимпијским играма 2014. Азербејџана је давао највеће бонусе за освојене медаље међу осталим земљама ($ 510.000 за злато, $ 255.000 за сребро и $ 130.000 за бронзану медаљу).
Азербејџански олимпијски тим је остао у групи екипа које нису освојиле ниједну медаљу на Зимским олимпијским играма.
Заставу Азербејџана на свечаном отварању Олимпијских игара 2010. носио је Рахман Халилов председник Федерације зимских спортова Азербејџана.

## Учесници по спортовима
| Спорт             | Мушкарци | Жене | Укупно |
| ----------------- | -------- | ---- | ------ |
| Алпско скијање    | 1        | 1    | 2      |
| Уметничко клизање | 1        | 1    | 2      |
| Укупно(2)         | 2        | 2    | 4      |

## Алпско скијање
Према расподели квота објављеној 20. јануара 2014. године, Азербејџан је имадо двоје квалификованих спортиста. Гаја Басани Антивари моралаје да се повуче са такмичења, јер је задобила повреду током тренинга.
Мушкарци
| Патрик Бракнер | велеслалом | 1:31,32 | 60. | 1:32,31 | 53. | 3:03.63 | 53. /72 (109) |
| Патрик Бракнер |            |         |     |         |     |         |               |
| Слалом         | НЗ         | НЗ      | НЗ  | НЗ      | НЗ  | НЗ      |               |

Жене
|class="wikitable" style="font-size:90%"
|-
!rowspan="2"|Такмичар
!rowspan="2"|Дисциплина
!colspan="7"|Резултати
!rowspan="2"|Детаљи
|-
!1. трка
!Пласман
!2. трка
!Пласман
!Укупно
!Заостатак
!Пласман/учес
|-
|Гаја Басани Антивари
|Слалом
| colspan = 6|НС
|
|}

### Уметничко клизање
Азербејџан је остварио следећи број места.
| Клизач/ица                      | Дисциплина    | Кратки програм | Кратки програм | Слободни састав | Слободни састав | Укупно | Укупно        | Детаљи | Детаљи |
| Клизач/ица                      | Дисциплина    | Оцене          | Пласман        | Оцене           | Пласман         | Оцене  | Пласман/учес. |        |        |
| ------------------------------- | ------------- | -------------- | -------------- | --------------- | --------------- | ------ | ------------- | ------ | ------ |
| Јулија Злобина Алексеј Ситников | Плесни парови | 58,15          | 14. КВ         | 90,48           | 11.             | 148,63 | 12. / (24)    |        |        |